# Сино-кавказькі мови

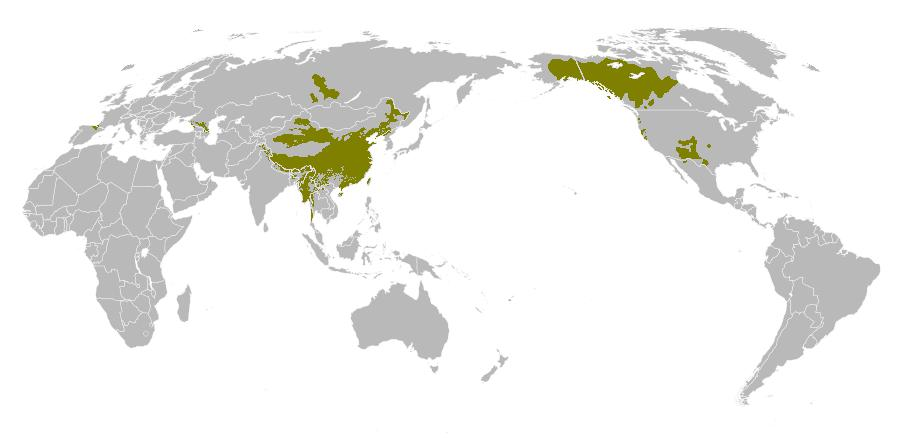
Сино-кавказькі мови в доколоніальний період

Сино-кавказькі мови (дене-кавказькі) — гіпотетична макросім'я, яку запропонував Сергій Старостін в 1980-х роках (однак перші дослідження в цьому напрямку провів ще Альфредо Тромбетті на початку ХХ ст.). Під цією назвою об'єднують кілька мовних сімей та ізольованих мов Євразії та Північної Америки. Це об'єднання не є загальновизнаним серед лінгвістів, проте користується широкою популярністю серед прихильників глибинної компаративістики. Серед лінгвістів, які активно займаються цією проблематикою, можна вказати Дж. Д. Бенгтсона, М. Рулена та Віталія Шеворошкіна. Передбачається, що прабатьківщиною носіїв сино-кавказької макросім'ї мов був іранський Загрос, північніше Родючого Півмісяця.

## Склад сино-кавказьких мов
Базовий склад сино-кавказьких мов:
- баскська мова — ізольована мова на Піренейському півострові
- дене-єнісейські мови:
  - єнісейські мови — невелика мовна сім'я в Сибіру
  - мови на-дене — мовна сім'я в Північній Америці
- північнокавказькі мови — об'єднання двох сімей Північного Кавказу
  - абхазо-адигські мови, до яких наближують хаттську мову
  - нахсько-дагестанські мови
- бурушаскі — ізольована мова в Пакистані (за структурними характеристиками займає проміжне становище між північнокавказькими та єнісейськими)
- хуррито-урартські мови — наближуються до нахсько-дагестанських мов, але, згідно з останніми поглядами Старостіна, ця подібність пояснюється в рамках сино-кавказької гіпотези як деяке наближення північнокавказької та хуррито-урартської сімей
- сино-тибетські мови

Серед інших мов та сімей, які пропонувалося віднести до сино-кавказької макросім'ї: етруська (і ширше тірренська сім'я), іберська, шумерська, вакашська сім'я, саліські мови та хайда, каскська, хаттська, кутійська (гутійська, гутейська) — порівнюють з хуррито-урартськими, ретійська та лемносська (тирренські), а також ті що передбачаються як споріднені з баскською: південнолузітанська, сіканська, лігурійська, шарданська, піктська та аквітанська (разом — баскіберські), нівхська, кусунда. Пропонували також нахалі.

## Лінгвістичні підтвердження гіпотези
1947 року радянський мовознавець і кавказознавець М. Ф. Яковлєв встановив, що чукотська мова має багато спільного з кавказькими (черкеськими) й індіанськими (кечуа) мовами.
1968 року радянський мовознавець, етнограф, доктор філологічних наук, професор, дослідник мов корінних народів Сибіру А. П. Дульзон вказував на подібність кетської мови до мов індіанців Америки, а також до баскської, бурушаскі і до кавказьких (черкеських) мов.
Видний американський антрополог, мовознавець Франц Боас також вважав, що в минулому мав місце безперервний ланцюг споріднених народностей від палеоазіатів до тихоокеанських індіанців.

## Нелінгвістичне підтвердження гіпотези
При нещодавніх дослідженнях щодо джерел та поширеності обряду повітряного поховання, які провів Г. Ю. Ситнянський, автор помітив значні збіги у списку народів, які практикували цей обряд, і народів, які відносять до сино-кавказької макросім'ї мов.

## Критика
Гіпотеза має достатньо багато противників у сучасній історичній лінгвістиці, як на території колишнього СРСР, так і (особливо) за його межами. Серед основних недоліків цієї гіпотези критики відзначають численні натяжки у фонетичних реконструкціях, використання методу масового лексичного порівняння, повну відірваність від даних матеріальної культури (на відміну від інших сімей та реконструйованих макросімей, де археологічні й генетичні дані використовуються все частіше).